# San Marino na Letnich Igrzyskach Olimpijskich 1980
Igrzyska w Moskwie zostały zbojkotowane z przyczyn politycznych przez państwa zachodnie, w tym San Marino, jednakże sportowcy z tego państwa wystąpili wówczas pod flagą olimpijską. W sumie w Moskwie wystąpiło 16 sanmaryńskich atletów.

## Sportowcy
- judo
  - Franch Casadei
  - Alberto Francini
- kolarstwo
  - Maurizio Casadei
  - Roberto Tomassini
- lekkoatletyka
  - Stefano Casali
- podnoszenie ciężarów
  - Sergio De Luca
- strzelectwo
  - Leo Franciosi
  - Elio Gasperoni
  - Gianfranco Giardi
  - Bruno Morri
  - Francesco Nanni
  - Eliseo Paolini
  - Alfredo Pelliccioni
  - Pasquale Raschi
  - Pier Paolo Taddei
  - Roberto Tamagnini